# Benjamin Boyer
Pour les articles homonymes, voir Boyer.
Benjamin Boyer est un comédien français.

## Théâtre
- 1996 : Le Voyage de monsieur Perrichon d'Eugène Labiche et Édouard Martin, mise en scène Jean-Luc Moreau, Théâtre Saint-Georges
- 1997 : Encore une année pour rien de Christophe Pellet, mise en scène Sophie Duprez-Thebault, La Faïencerie (Creil) - Norman
- 1998 : La Maman et la Putain de Jean Eustache, mise en scène Thierry Lavat, L’Étoile du Nord (Paris)
- 2000 : Leçon de nuit d’après Point de lendemain de Vivant Denon, mise en scène Christophe Lidon, Petit Théâtre de Paris
- 2000 : L'Aiglon d'Edmond Rostand, mise en scène Marion Bierry, Le Trianon
- 2001 : Paroles d'acteurs, mise en scène Niels Arestrup, Salle Franchet - Festival d’Avignon
- 2002 : Bent de Martin Sherman, mise en scène Thierry Lavat, Théâtre de l'Œuvre - Horst
- 2003 : On ne badine pas avec l'amour d'Alfred de Musset, mise en scène Ladislas Chollat, Théâtre Le Ranelagh
- 2003 : Séjour pour huit à Tadécia de Luc Girerd, mise en scène Gildas Bourdet, Centre national de création d'Orléans, Théâtre de l’Ouest Parisien
- 2006 : Le Barbier de Séville de Beaumarchais, mise en scène Ladislas Chollat, Vingtième Théâtre - le comte Almaviva
- 2006 : Synopsis et Squash d'Andrew Payne, mise en scène Patrice Kerbrat, Petit Montparnasse
- 2007 : Médée de Jean Anouilh, mise en scène Ladislas Chollat, Théâtre du Beauvaisis (Beauvais)
- 2007 : Squash d'Andrew Payne, mise en scène Patrice Kerbrat, Théâtre Le Petit Chien - Festival d’Avignon
- 2009 : Médée de Jean Anouilh, mise en scène Ladislas Chollat, Comédie de Picardie (Amiens), Vingtième Théâtre - Jason
- 2009 : La serva amoroso de Carlo Goldoni, mise en scène Christophe Lidon, Théâtre Hébertot - Florindo
- 2009 : Synopsis et Squash d'Andrew Payne, mise en scène Patrice Kerbrat, Théâtre de la Commune - Alan et Greg
- 2011 : La Ronde d'Arthur Schnitzler, mise en scène Marion Bierry, Théâtre Girasole - Festival d'Avignon - le jeune homme et le comte
- 2011 : Venise sous la neige de Gilles Dyrek, mise en scène Thierry Lavat, Théâtre Tête d'or, tournée - Christophe
- 2012 : La Veuve de Pierre Corneille, mise en scène Marion Bierry, Théâtre du Roi René - Festival d'Avignon
- 2012 : Harold et Maude de Colin Higgins, mise en scène Ladislas Chollat, Théâtre Antoine
- 2013 : Harold et Maude de Colin Higgins, mise en scène Ladislas Chollat, tournée
- 2014 : Les Stars de Neil Simon, mise en scène Pierre Laville, tournée
- 2015 : Les Stars de Neil Simon, mise en scène Pierre Laville, Théâtre Saint-Georges
- 2015 : Un certain Charles Spencer Chaplin de Daniel Colas, Théâtre Montparnasse
- 2016 : La Version Browning de Terence Rattigan, mise en scène Patrice Kerbrat, Théâtre de Poche Montparnasse
- 2016: Le sacrifice du cheval de Mickael Cohen, mise en scène Tristan Petitgirard
- 2017 : Amphitryon de Molière, mise en scène Stéphanie Tesson, Festival d'Anjou
- 2018 : Meurtre mystérieux à Manhattan de Woody Allen, mise en scène Elsa Royer, festival off d'Avignon
- 2021 : La Maternelle d'Arnaud Gidoin, mise en scène Anne Bouvier, tournée
- 2022 : Brexit sentimental de Michael Sadler, mise en scène Christophe Lidon, Centre national de création d'Orléans
- 2024 : L'Ami du Président de Félicien Marceau, mise en scène Christophe Lidon, théâtre des Gémeaux festival off d'Avignon
- 2025 : Le Menteur de Pierre Corneille, mise en scène Marion Bierry, La Scala (Paris)

## Filmographie

### Cinéma
- 2001 : Linge sale de Jean Marbœuf : ? (court-métrage)
- 2003 : Dear Hunter de Franck Saint-Cast : Jim (court-métrage)
- 2004 : Le P'tit Curieux de Jean Marbœuf  : Papa
- 2012 : Comme un chef de Daniel Cohen : le passant du marché
- 2015 : Le Grand Tout de Nicolas Bazz : Sam

### Télévision
- 1996 : Highlander, de Gérard Hameline : David Shapiro (épisode Le Jour du jugement)
- 1997 : Georges Dandin de Molière, réalisé par Jean-Claude Brialy : Clitandre
- 1999 : Mélissol, de Jean-Pierre Igoux : Romain Serrurier (épisode Un braquage de trop)
- 2000 : Cap des Pins : Greg
- 2005 : Diane, femme flic, de Dominique Tabuteau : le journaliste du JT (épisode L'Apprenti)
- 2005 : Boulevard du Palais, de Dominique Tabuteau : Thomas Belfort (épisode Autopsie d'un couple)
- 2006 : Julie Lescaut, de Daniel Janneau : Jérémie Coignet (épisode L'Affaire du procureur)
- 2007 : Monsieur Neuwirth, tenez bon de Sébastien Grall : Lucien Neuwirth
- 2007-2010 : Sur le fil de Frédéric Berthe et Bruno Garcia : le commissaire Julien Forge (18 épisodes)
- 2013 : Silences d'État de Frédéric Berthe : Patrice
- 2014 : Dame de cendres de Patrice Martineau : Mathieu Restoux
- 2014 : Mongeville de Bruno Garcia : Arnaud Marsac (1 épisode)[Lequel ?]
- 2016 : Lebowitz contre Lebowitz, de Frédéric Berthe : Pierre Duchatel (épisode Elle est à moi)
- 2016 : Origines, réalisé par Jérôme Navarro : ? (épisode L'amour d'une mère)
- 2016 : Le sang de la vigne, réalisé par Klaus Biedermann : ? (épisode  retour à Nantes)
- 2019 : Pour Sarah de Frédéric Berthe : Dr Laforge
- 2022 : L'Homme de nos vies de Frédéric Berthe  : le chef de service psy

## Doublage

### Cinéma

#### Films
- 2002 : Infernal Affairs : Keung (Chapman To)
- 2002 : Yossi et Jagger : Yossi (Ohad Knoller)
- 2003 : Lost in Translation : homme d'affaires américain no 1 [Qui ?]
- 2018 : Bohemian Rhapsody : Paul Prenter (Allen Leech)
- 2021 : Le Loup et le Lion : Charles (Derek Jones)
- 2021 : Coda : ? ( ? )

#### Film d'animation
- 2017 : Les Schtroumpfs et le Village perdu : voix additionnelles

### Télévision

#### Séries télévisées
- Eric Szmanda dans :
  - Les Experts (2000-2015) : Gregory « Greg » Sanders (333 épisodes)
  - Les Experts : Vegas (2023) : Gregory « Greg » Sanders (saison 2)

- 2006 / 2019 : Veronica Mars : Mercer Hayes (Ryan Devlin) (6 épisodes)
- 2008 : The Palace : le prince George (Sebastian Armesto) (8 épisodes)
- 2008-2009 : Mad Men : William Hofstadt (Eric Ladin (en)) (4 épisodes)
- 2016 : Humans : Milo Khoury (Marshall Allman) (5 épisodes)
- 2016-2020 : The Ranch : l'officier Billy Tompkins (Ethan Suplee) (13 épisodes)
- 2017 : The Long Road Home (en) : Israel Garza (Jorge Diaz (en)) (mini-série)
- 2017-2018 : Genius : Michele Besso (Seth Gabel) (saison 1)
- 2019-2021 : Dynastie : Victor Diaz (Christian Ochoa) (3 épisodes)
- 2021 : The Hot Zone : Anthrax : Chris Moore (Ian Colletti)
- 2022 : King of Stonks (de) : Tom Wielannd (Andreas Döhler (de)) (mini-série)
- 2023 : Transatlantique : ? (?) (mini-série)
- 2025 : Toxic Town : Liam Womack (Paul Boichat) (mini-série)

#### Séries d'animation
- 2023 : Carol et la fin du monde (en) : voix additionnelles

## Distinctions
- 2000 : Nomination au Molière de la révélation théâtrale pour Leçon de nuit
- 2002 : Nomination au Molière de la révélation théâtrale pour Bent